# Arctacaroidea
Arctacaroidea é uma superfamília monotípica de ácaros da ordem Mesostigmata, constituída apenas pela pequena família Arctacaridae. Os ácaros que integram este taxon foram inicialmente descobertos e descritos na nas regiões árcticas da América do Norte.

## Taxonomia
A superamília Arctacaroidea é monotípica, incluindo apenas a família Arctacaridae com dois géneros com seis espécies:
- Género Arctacarus Evans, 1955
  - Arctacarus rostratus Evans, 1955
  - Arctacarus beringianus Bregetova, 1977
  - Arctacarus dzungaricus Bregetova, 1977
- Género Proarctacarus Makarova, 2003
  - Proarctacarus canadensis Makarova, 2003
  - Proarctacarus johnstoni Bregetova, 1977
  - Proarctacarus oregonensis Bregetova, 1977